# Николаос Политис
 Тази статия е за политика.  За фолклориста вижте Николаос Политис (фолклорист).  
Николаос Политис (на гръцки: Νικόλαος Πολίτης) е гръцки юрист, дипломат и политик от Либералната партия, министър на външните работи през 1917 – 1920 година.

## Биография
Роден е на остров Корфу през 1872 г. Завършва право, след което преподава международно право в университетите в Екс ан Прованс, Поатие и Париж.
Връща се в Гърция по време на Балканските войни, след което участва в дипломатически мисии. Привърженик на Либералната партия, той е външен министър на Гърция в правителството на Елевтериос Венизелос през 1917 – 1920 година. 
През 1920 г. Главната комисия за топонимите към Министерския съвет на Гърция публикува наръчника за преименуване на населените места на Политис. Като представител на Гърция в Обществото на народите подписва Спогодбата „Калфов-Политис“ с България през 1924 година. Посланик е на Гърция във Франция през 1930-те години.
Николаос Политис е член на Международния олимпийски комитет през 1930 – 1933 година. Умира в Атина през 1942 г.